# یوسفوف دول (ناحیه ملادا بولسلاف)
یوسفوف دول (ناحیه ملادا بولسلاف) (به چکی: Josefův Důl) یک منطقهٔ مسکونی در جمهوری چک است که در ناحیه ملادا بولسلاو واقع شده‌است. یوسفوف دول ۰٫۶۵۵ کیلومتر مربع مساحت و ۴۸۲ نفر جمعیت دارد و ۲۱۵ متر بالاتر از سطح دریا واقع شده‌است.